# 膠礫岩
膠礫岩（Plastiglomerate）是熔融後的塑膠與天然物質，如沙礫、貝殼、珊瑚碎片、木頭等，冷卻硬化後產生的岩石狀物體。外觀與礫岩相似，只是中間的膠結物成分為塑膠。

## 成因

被來自篝火或海灘上的高溫（1）導致塑料廢物熔化形成膠礫岩（2）的新型岩石。形成的膠礫岩與周圍的沉積物融合，形成一個成分不同的沉積層（3）。這一新層的出現可被用作人類世（4）的標記視界的地質物理證據。

膠礫岩的形成主要是人為的高溫下使塑膠廢棄物熔化，例如營火、森林大火、燃燒垃圾，熔融的塑膠與環境中的其他物質結合所形成。由科學家在夏威夷發現並命名。科學家預測經過一段時間後，膠礫岩將因沈積作用與周圍的沉積物融合，形成一個含有新成分的沉積層，這一新地層的出現可被用作人類世的標記視界的地質物理證據。